# Kanton Nuits-Saint-Georges
Nuits-Saint-Georges is een kanton van het Franse departement Côte-d'Or. Het kanton maakt deel uit van het arrondissement Beaune (25) en Dijon (9).

## Gemeenten
Het kanton Nuits-Saint-Georges omvatte tot 2014 de volgende 25 gemeenten:
- Agencourt
- Arcenant
- Argilly
- Boncourt-le-Bois
- Chaux
- Comblanchien
- Corgoloin
- Flagey-Echézeaux
- Fussey
- Gerland
- Gilly-lès-Cîteaux
- Magny-lès-Villers
- Marey-lès-Fussey
- Meuilley
- Nuits-Saint-Georges (hoofdplaats)
- Premeaux-Prissey
- Quincey
- Saint-Bernard
- Saint-Nicolas-lès-Cîteaux
- Villars-Fontaine
- Villebichot
- Villers-la-Faye
- Villy-le-Moutier
- Vosne-Romanée
- Vougeot

Bij de herindeling van de kantons door het decreet van 18 februari 2014, met uitwerking op 22 maart 2015, werd het kanton uitgebreid met volgende 9 gemeenten uit het kanton Gevrey-Chambertin:
- Barges
- Broindon
- Corcelles-lès-Cîteaux
- Épernay-sous-Gevrey
- Noiron-sous-Gevrey
- Saint-Philibert
- Saulon-la-Chapelle
- Saulon-la-Rue
- Savouges